# Aarhus Hovedbanegård
Aarhus Hovedbanegård (forkortet Aarhus H) er den største og primære jernbanestation i Aarhus. Den er den ene af Danmarks to hovedbanegårde. Hovedbanegården er knudepunkt for jernbanetrafik mellem Aarhus og det øvrige Danmark og er med cirka 8,8 millioner rejsende om året (24.019 dagligt)a (2013) den største station i Danmark uden for Hovedstadsområdet. Hovedbanegården ligger centralt i Midtbyen mellem bydelene midtbyen og Frederiksbjerg. Banegårdspladsens daglige gennemstrømning af personer og tilstødende gader ligger på cirka 100.000, fordelt på 80.000 på alle transportformer som bus, bil og cykel. Derudover bliver forgængerfeltet mellem Ryesgade (Strøget) og Aarhus Hovedbanegård dagligt brugt af 23.000 personer.
Fra hovedbanegården afgår internationale tog til Hamborg, fjerntog mod Aalborg og København, regionaltog mod Struer, Herning/Skjern og Esbjerg samt Letbane til Odder, Lisbjerg, Lystrup, Mårslet, Ryomgård, Universitetshospitalet og Grenå.
Den første banegård i Aarhus åbnede i 1862. Den nuværende hovedbanegård blev opført fra 1927 og blev taget i brug i 1929 som den tredje stationsbygning for Aarhus H. Sideløbende har der været en Aarhus Banegård på Hammelbanen (Hammelbanegården), samt Aarhus Østbanegård på Grenaabanen (Aarhus Ø).

## Historie

### De første to banegårde
Den første banegård blev opført 1862 ved Ryesgade i forbindelse med anlægget af banen til Randers, hvor der blev opført både administrationsbygninger og værksteder. Den blev opført af selskabet Peto, Brassey and Betts.
Allerede i 1884 blev der opført en ny og større stationsbygning, som havde samme placering som banegårdsbygningen har i dag, bortset fra at den var placeret nede i sporhøjde. Den anden banegård var opført i nyrenæssancestil af kaptajn Thomas Arboe og oberst W.A. Thulstrup og muligvis inspireret af Bonns hovedbanegård, der blev opført 1883-84. Der er tvivl om, hvem af de to arkitekter, der har bidraget med hvad. Ifølge Thulstrup var Arboe kun ansvarlig for facaden, mens Arboe selv tog æren for hele stationsbygningen. Den anden banegård blev også meget hurtig for lille på grund af byens hastige udvikling.

### Hen imod den nuværende hovedbanegård
I 1899 anskaffede DSB arealer i Mølleengen til kunne flytte funktioner væk fra de gamle arealer. Efter længere tids planlægning og vedtagelse af anlægslove i 1916 og 1919 blev funktioner efterhånden flyttet.
Godsbanegården blev i 1923 flyttet til Mølleengen fra der, hvor Aarhus Rutebilstation i dag holder til. Den nye godsbanegård blev tegnet af overarkitekt Heinrich Wenck. I 1925 indvies rangerbanegården i tilslutning til godsbanegården. Sporene fik bakke og hydraulisk bremse så tyngdekraften øgede ranger-effektiviteten.
Der blev opført en midlertidig stationbygning, som i 1923 afløste bygningen fra 1884. Derefter blev den gamle bygning revet ned for at give plads til den nuværende banegårdsbygning bygget 1927-29.
I september 1925 flyttedes maskindepotet fra 2 rundremiser fra hhv. 1877 og 1881, der lå syd for stationsbygningen. Det eneste af de gamle bygninger, som ikke blev flyttet, var de centralværksteder for DSB, som lå der, hvor Bruuns Galleri, Jægergården og Frederiks Plads byggeriet nu ligger.

## Den nuværende hovedbanegård
Den nuværende Aarhus Hovedbanegård åbnede i 1929, og den er skabt af DSBs overarkitekt K.T. Seest. Hovedbanegården er opført som led i en fælles bebyggelsesplan for hele området Banegårdspladsen/Ryesgade/Park Allé/Sønder Allé.
Planen medførte, at bygningerne omkring nuværende Banegårdspladsen blev revet ned og erstattet med nye, samtidig med at Park Allé blev etableret. Alle de nye bygninger blev udført i samme gule mursten og i samme højde, således at området i dag står som en harmonisk helhed. Selve banegården blev under ombygningen hævet med ca. 4 meter, så sporerne ligger under banegårdsbygningen. Det skabte en højdeforskel på 6-8 meter fra banegården og ned til sporene.
Århus Hovedbanegård er opført i nyklassicistisk stil og rummer alle de 3 oprindelige, græske søjleordner: den kraftige, doriske orden nede på perronerne, den elegante joniske orden i facaden ud mod Banegårdspladsen og en variation af den ornamentale, korinthiske orden i banegårdshallen over indgangen. Arkitektonisk udgør Århus Hovedbanegård sammen med Politigården i København hovedværker i den nøgterne, nyklassicistiske stil, som i det tidlige 20. århundrede opstod som reaktion mod historicismens ornamentrigdom. Den nyklassicistiske stil udviklede sig hurtigt videre hen imod funktionalismen, som Seest anvendte i et af sine vigtigste, senere værker, Nørrebro Station i København.
Aarhus Hovedbanegård er en såkaldt sækbanegård, hvor der er ind- og udkørsel for regionale og fjerntog i samme ende af stationen, mens Aarhus Letbane har gennemkørende trafik. Der findes et perronspor til letbanen (spor 0 og 1), og tre regional/fjerntogsperroner med tilhørende seks perronspor (spor 2-7).
Aarhus Hovedbanegård er bygget op omkring en langstrakt S-kurve, hvor perronområdet ligger for enden af sporene under perronhallen. Herfra er der trapper, rulletrapper og elevatorer op til Vandrehallen, hvorfra der er forbindelse til forhallen og hovedbygningen, samt til indkøbscenteret Bruuns Galleri.
I tilknytning til hovedbanegården lå indtil oktober 2014 byens hovedposthus. Der er dog opført pakkeboksanlæg, og fra 2019 flyttede erhvervsindleveringen til lokalerne

## Trafik
Fra hovedbanegården afgår fjerntog (DSB) mod Aalborg og København H, regionaltog (Arriva) mod Struer, Herning, Skjern og Esbjerg. Endvidere afgår der internationale tog fra Aarhus H til Hamborg. Desuden var der en international rute til Prag via Berlin, der indstilledes i december 2007. Fra den 21. december 2017 kører Aarhus Letbane til Århus H med stop på egen perron.
Ifølge tal offentliggjort i februar 2023, er Aarhus H det mest benyttede standsningssted på Aarhus Letbane, med 4409 daglige påstigere i gennemsnit på hverdage fra den 15. august 2022 til den 18. decemver 2022. Dette gør Aarhus H til langt det mest benyttede standsningssted på Aarhus Letbane.

## Fremtidig udvikling
Aarhus Kommune arbejder på at placere Aarhus Rutebilstation sammen med hovedbanegården ved at bygge på stolper over sporene til et stort trafikcenter. Rutebilstationen har i dag 5 mio. passagerer, så det samlede trafikcenter vil have omkring 21 mio. mennesker i gennemstrømning om året.
Stationen er en såkaldt højtracébanegård, hvor sporene er placeret 6–8 m under gadeplan. Perronerne ligger under flere bygninger og Bruuns Bro. En kommende udvidelse af Bruuns Galleri vil betyde, at banegårdens perroner kommer til at ligge under disse bygninger, da udvidelsen formentlig bliver bygget på stolper over banegraven på et areal, der er 300x100 meter. Perronerne bliver således en slags undergrundsstation.

## Århus havnebane
Fra 1914 til 1995 overtog DSB færgefarten mellem Århus og Kalundborg, og den blev videreført frem til 1997 af det selvstændige rederi DSB Rederi A/S. I den forbindelse fandtes tidligere en kort havnebane mellem hovedbanegården og færgelejet, hvor der i 1957 opførtes en havnestation (omtrent hvor Dokk1 ligger i dag), som frem til færgelejets flytning i 1997 fungerede som kombineret togstation og færgeterminal for DSB's færgefart. Når færgen kom i havn, kunne togrejsende stige ud via landgangsbroen på færgens venstre side (set i ankomstretningen), gå ned ad trappen og stige på toget (og omvendt).

## Navnet
Århus Hovedbanegård kaldes i DSB-sammenhæng for Aarhus H eller aAarhus Hovedbanegård. Danmark har to stationer, som benævnes hovedbanegård. En hovedbanegård defineres af DSB ud fra flere faktorer, bl.a. antal af togafgange og om der er standsning af internationale tog, fysisk størrelse og baneanlæg samt stationens samlede betydning for infrastrukturen i landet. Det er ikke som man ellers kunne fristes til at tro, at det blot er den største banegård i byen. Ligesom de svenske centralstationer kan en by derfor godt have flere banegårde, hvoraf ingen har status som hovedbanegård, eller kun have en enkelt hovedbanegård som eneste stationsbygning i hele byen.
I Den Danske Ordbog defineres hovedbanegård som en større central togstation som fungerer som trafikknudepunkt for togdriften i en by, en region eller et land, og refererer derfor til selve funktionen som station.

## Galleri
- Wikimedia Commons har flere filer relateret til Aarhus Hovedbanegård

- Aarhus H 2018.
- Aarhus H.
- Letbaneperron på Aarhus H, 2019.
- Letbaneperron.
- Letbaneperron.
- Letbaneperron.
- Letbaneperron.
- Letbanestation.
- Letbaneperron.
- Adgang til letbanen.
- Forhallen arkitektur 2019.
- Forhallen 2019.
- Forhallen 2007.
- Forhallen 2018.
- Vandrehallen 2018.
- Vandrehallen 2007.
- Banegårdspladsen 2018.
- Facade 2007.
- Bruuns Bro, som blev udvidet med en platform til cykelparkering i 1987.
- Rulletrapper og trappe til perronspor.
- Oversigt over hovedbanegården og Banegårdspladsen (øverst i billedet) set fra højhuset mod sydøst (Værkmestergade 25).
- Vandrehallen.
- Banegårdspladsen.
- Mursten med årstal trykt i den.